# Gopura

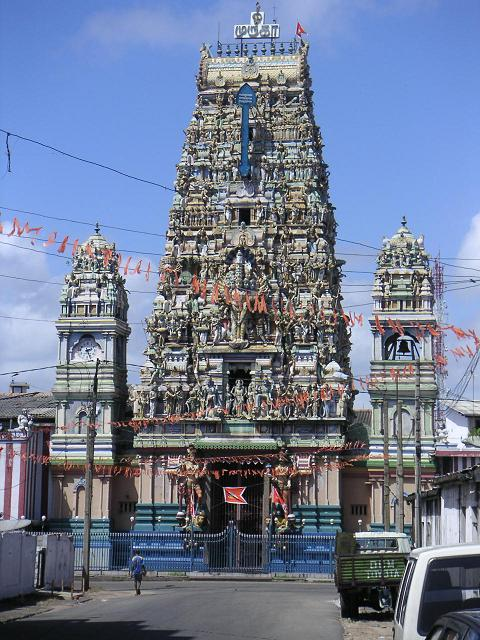
Gopura i Colombo, Sri Lanka

Gopura är en monumental port i form av ett torn till ett hinduiskt tempel.